# Zabawa w chowanego
Zabawa w chowanego – zabawa dla dzieci, polegająca na szukaniu się nawzajem na wyznaczonym wcześniej terenie. Jedną z rozbudowanych odmian tej gry są podchody.

## Zasady gry
Istnieją różne odmiany tej zabawy, jednak podstawowa jej wersja polega na tym, iż jedna osoba (lub grupa osób) zasłania oczy i odlicza, a reszta uczestników ma za zadanie schować się w tym czasie przed szukającym. Kiedy szukający skończy liczenie, mówi głośno hasło „szukam” i zaczyna szukać pozostałych grających. Wygrywa ta osoba, która zostanie znaleziona jako ostatnia. Osoba znaleziona jako pierwsza staje się szukającym w następnej rundzie.
W jednej z modyfikacji gry osoba (grupa) szukająca ma prawo odliczać w wyznaczonym miejscu, które jest tzw. „klepanką”. „Klepanka” jest miejscem, przy którym gracze chowający się mogą się „zaklepać”, tj. dotknąć jej, mówiąc głośno: „raz, dwa, trzy, za siebie”. Oznacza to, że gracz już nie będzie szukać w następnej rundzie i wygrał z szukającym. Gracz szukający – jeżeli znalazł jakąś osobę w grze – musi również ją „zaklepać”, ale mówiąc imię znalezionej osoby (np.: „raz, dwa, trzy, Artur”). Takie reguły zmieniają strategię gry i nakazują szukającemu dostatecznie uważne przyjrzenie się danej osobie, by móc ją rozpoznać. Jeżeli gracz nie „zaklepie”, albo nie przyjdzie do 20 minut, gra jest anulowana. Gracz, który nie zdążył, szuka w następnej rundzie.

## Miejsca do zabawy

### Dom mieszkalny
Dom mieszkalny jest najczęstszym polem gry odmian chowanego przeznaczonych dla małych dzieci. Miejscem do ukrycia mogą być meble, zasłony, schowki na szczotki itd.

### Podwórko
Zazwyczaj na dworze gra odbywa się na zdecydowanie większym terenie niż w środku domu. W dodatku w grze może panować większa strategia, jeżeli gracze grają na klepanki i biegną dookoła domu. Wariant jest ten szczególnie przeznaczony dla młodzieży. Na wsi miejscem do ukrycia może być np. stodoła.

### Las
Ze względu na spory obszar oraz wiele możliwości „schowania się” las jest bardzo dobrym miejscem do zabawy w chowanego. Niektóre warianty tej gry w lesie polegają na tym, że gra się po zmroku, a szukający wyposażony jest w latarkę (ta wersja, ze względu na spore ryzyko zagubienia, przeznaczona jest głównie dla dorosłych).